# Euroliga da FIBA de 1994–95
A Euroliga da FIBA de 1994-95 (em inglês:  FIBA Europe League encurtado para FIBA Euroleague) foi a 38ª edição da competição de clubes profissionais de alto nível para clubes de basquetebol (agora denominada EuroLiga). A fase de Final Four da competição foi realizada na Pavilhão Príncipe Felipe em Saragoça, Espanha. Foi vencida pela equipe espanhola do Real Madrid Teka que derrotou na grande final o Olimpiacos Pireu por um resultado de 73-61.

## Formato de competição
- 40 equipes (campeã da copa, campeã nacional e um número variável de outros clubes das principais ligas nacionais) disputaram eliminatórias em casa e fora. A pontuação total de ambos os jogos decidiu o vencedor.
- As dezesseis equipes restantes após as rodadas eliminatórias entraram na Etapa de Temporada Regular, divididas em dois grupos de oito equipes, jogando um round-robin. A posição final foi baseada em vitórias e derrotas individuais. No caso de empate entre duas ou mais equipes após a fase de grupos, os seguintes critérios foram usados para decidir a classificação final: 1) número de vitórias em jogos um-para-um entre as equipes; 2) média de cesta entre as equipes; 3) média geral da cesta dentro do grupo.
- As quatro melhores equipes de cada grupo após a Fase de Grupos da Temporada Regular se classificaram para o Playoff de quartas de final (X pares, melhor de 3 jogos).
- Os quatro vencedores dos Playoffs de quartas de final qualificaram-se para o Estágio Final ( Final Four ), que foi jogado em um local predeterminado.

## Primeira fase
| Equipe 1                 | Total   | Equipe 2                | 1.º jogo | 2.º jogo |
| ------------------------ | ------- | ----------------------- | -------- | -------- |
| Résidence                | 126–168 | Bioveta COOP Banka Brno | 73–89    | 53–79    |
| Pezoporikos Larnaca      | 40–0*   | Levski Sofia            | 20–0     | 20–0     |
| Sloboda Dita             | 124–180 | Croatia Osiguranje      | 68–99    | 56–81    |
| Inpromservis Kyiv        | 199–153 | Śląsk Wrocław           | 100–70   | 99–83    |
| Vita Tbilisi             | 175–188 | ASK Brocēni             | 80–88    | 95–100   |
| Adelin Pogradec          | 151–222 | Baník Cígeľ Prievidza   | 78–99    | 73–123   |
| Danone-Honvéd            | 163–155 | Rabotnički              | 99–82    | 64–73    |
| Tallinn                  | 168–199 | Kärcher Hisings-Kärra   | 70–105   | 98–94    |
| Thames Valley Tigers     | 174–156 | Lanèche Weert           | 96–94    | 78–62    |
| Dinamo București         | 129–190 | CSKA Moscou             | 64–92    | 65–98    |
| Möllersdorf Traiskirchen | 133–178 | Hapoel Tel Aviv         | 75–86    | 58–92    |
| KTP                      | 157–197 | Fidefinanz Bellinzona   | 74–86    | 83–111   |

## Segunda fase
| Equipe 1                | Total   | Equipe 2               | 1.º jogo | 2.º jogo |
| ----------------------- | ------- | ---------------------- | -------- | -------- |
| Bioveta COOP Banka Brno | 109–155 | CSP Limoges            | 52–71    | 57–84    |
| Pezoporikos Larnaca     | 154–250 | FC Barcelona           | 95–122   | 59–128   |
| Croatia Osiguranje      | 142–155 | Bayer 04 Leverkusen    | 73–65    | 69–90    |
| Inpromservis Kyiv       | 155–162 | Panathinaikos Atenas   | 87–79    | 68–83    |
| ASK Brocēni             | 156–168 | 7up Joventut           | 77–68    | 79–100   |
| Baník Cígeľ Prievidza   | 157–208 | Cibona Zagreb          | 82–105   | 75–103   |
| Žalgiris                | 150–207 | Scavolini Pesaro       | 77–91    | 73–116   |
| Danone-Honvéd           | 174–190 | Benfica                | 85–94    | 89–96    |
| Kärcher Hisings-Kärra   | 144–173 | Efes Pilsen            | 81–85    | 63–88    |
| Thames Valley Tigers    | 138–180 | Buckler Bologna        | 62–82    | 76–98    |
| CSKA Moscou             | 178–166 | Olympique Antibes      | 104–77   | 74–89    |
| Hapoel Tel Aviv         | 148–152 | P.A.O.K. Bravo         | 82–70    | 66–82    |
| Fidefinanz Bellinzona   | 111–144 | Maccabi Elite Tel Aviv | 49–55    | 62–89    |
| Smelt Olimpija          | 148–136 | Maes-Flandria          | 85–61    | 63–75    |

Automaticamente classificados para a fase de grupos

- Olympiacos Pireu
- Real Madrid Teka

## Temporada regular
|  | As quatro equipes melhor classificadas avançaram para as quartas de finais |

|    | Equipe                 | J  | Pts | V  | D  | PF   | PA   |
| -- | ---------------------- | -- | --- | -- | -- | ---- | ---- |
| 1. | Panathinaikos Atenas   | 14 | 24  | 10 | 4  | 1059 | 982  |
| 2. | Real Madrid Teka       | 14 | 23  | 9  | 5  | 1052 | 989  |
| 3. | CSKA Moscou            | 14 | 23  | 9  | 5  | 1203 | 1162 |
| 4. | Scavolini Pesaro       | 14 | 23  | 9  | 5  | 1148 | 1108 |
| 5. | Maccabi Elite Tel Aviv | 14 | 22  | 8  | 6  | 1113 | 1104 |
| 6. | P.A.O.K. Bravo         | 14 | 20  | 6  | 8  | 1037 | 1046 |
| 7. | Smelt Olimpija         | 14 | 17  | 3  | 11 | 1026 | 1102 |
| 8. | Benfica                | 14 | 16  | 2  | 12 | 970  | 1115 |

|    | Equipe              | J  | Pts | V  | D  | PF   | PA   |
| -- | ------------------- | -- | --- | -- | -- | ---- | ---- |
| 1. | CSP Limoges         | 14 | 24  | 10 | 4  | 983  | 911  |
| 2. | Olympiacos Pireu    | 14 | 23  | 9  | 5  | 1086 | 958  |
| 3. | Cibona              | 14 | 22  | 8  | 6  | 1049 | 1060 |
| 4. | Buckler Bologna     | 14 | 22  | 8  | 6  | 1072 | 1023 |
| 5. | FC Barcelona        | 14 | 22  | 8  | 6  | 1095 | 1079 |
| 6. | Efes Pilsen         | 14 | 22  | 8  | 6  | 900  | 912  |
| 7. | Bayer 04 Leverkusen | 14 | 18  | 4  | 10 | 1009 | 1100 |
| 8. | 7up Joventut        | 14 | 15  | 1  | 13 | 923  | 1074 |

## Quartas de finais
| Equipe 1         | Agr. | Equipe 2             | 1º jogo | 2º jogo | 3º jogo |
| ---------------- | ---- | -------------------- | ------- | ------- | ------- |
| Buckler Bologna  | 1–2  | Panathinaikos Atenas | 75–65   | 55–63   | 56–99   |
| Cibona Zagreb    | 0–2  | Real Madrid Teka     | 78–82   | 70-82   |         |
| Scavolini Pesaro | 1–2  | CSP Limoges          | 68–55   | 66–79   | 72–82   |
| CSKA Moscou      | 1–2  | Olympiacos Pireu     | 95–65   | 77–86   | 54–79   |

## Final Four

### Semifinais
11 de abril, Pavilhão Príncipe Felipe, Saragoça
| Equipe 1             | Resultado | Equipe 2         |
| -------------------- | --------- | ---------------- |
| Real Madrid Teka     | 62–49     | CSP Limoges      |
| Panathinaikos Atenas | 52–58     | Olympiacos Pireu |

### Decisão do 3º colocado
13 de abril, Pavilhão Príncipe Felipe, Saragoça
| Equipe 1    | Resultado | Equipe 2             |
| ----------- | --------- | -------------------- |
| CSP Limoges | 77–91     | Panathinaikos Atenas |

### Final
13 de abril, Pavilhão Príncipe Felipe, Saragoça
| Equipe 1         | Resultado | Equipe 2         |
| ---------------- | --------- | ---------------- |
| Real Madrid Teka | 73–61     | Olympiacos Pireu |

| FIBA Euroliga de 1994–1995 Campeão |
| ---------------------------------- |
| Real Madrid Teka 8º Título         |

### Colocação final
|  | Equipe               |
|  | -------------------- |
|  | Real Madrid Teka     |
|  | Olympiacos Pireu     |
|  | Panathinaikos Atenas |
|  | CSP Limoges          |

## Ligações Externas
- 1994–95 FIBA European League
- 1994–95 FIBA European League